# Max von Baden (Duitse hertog)

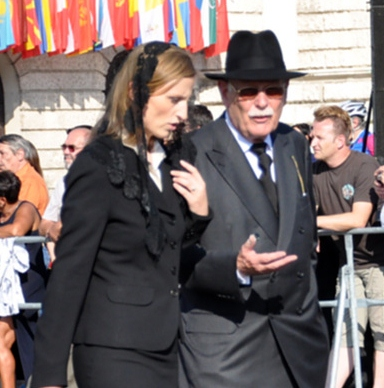
Max von Baden met Sophie von Isenburg op de begrafenis van Otto van Habsburg-Lotharingen in 2011

Maximilian Andreas Friedrich Gustav Ernst August Bernhard Markgraaf von Baden (Salem (Baden-Württemberg), 3 juli 1933 – aldaar, 29 december 2022) was hoofd van het huis Baden. 

## Biografie
Baden werd geboren als de oudste zoon van Berthold, markgraaf van Baden (1906-1963), sinds 1929 hoofd van het Huis Baden, en Theodora, prinses van Griekenland en Denemarken (1906-1969), zus van Philip Mountbatten en daarmee schoonzus van koningin Elizabeth II. Zijn grootvader Max von Baden (1867-1929) was, in oktober en november 1918, de laatste rijkskanselier van het Duitse keizerrijk.
In 1966 trouwde Baden met Valerie Habsburg-Lotharingen (aartshertogin Valerie van Oostenrijk, 1941), dochter en een van de dertien kinderen van Hubert Salvator van Oostenrijk (1894-1971) en Rosemary prinses zu Salm und Salm-Salm (1904-2001), uit welk huwelijk dochter Marie Louise (1969), erfprins Bernhard (1970), prins Leopold (1971) en prins Michael (1976) werden geboren.
Na het overlijden van zijn vader op 27 oktober 1963 werd Baden hoofd van het Huis Baden en droeg in die hoedanigheid volgens familietraditie de titel van hertog van Zähringen en het predicaat Koninklijke Hoogheid. Hij en zijn gezin bewoonden het slot Salem dat in 2009 door de familie grotendeels werd verkocht; de familie bewoont nu nog een vleugel in het slot.
Baden stierf in 2022 op 89-jarige leeftijd.